# Drillia indra
Drillia indra é uma espécie de gastrópode do gênero Drillia, pertencente a família Drilliidae.